# Лиманське (Миколаївський район)
Лима́нське — (в минулому  — Панаіоті, хутір Греки) — село в Україні, у Березанській селищній громаді Миколаївського району Миколаївської області. Населення становить 29 осіб.